# マリ軍事クーデター (2020年)
2020年マリ軍事クーデター（2020ねんマリぐんじクーデター）は、2020年8月18日にマリ共和国の首都バマコにて発生した、軍の一部によるクーデターである。

## 背景

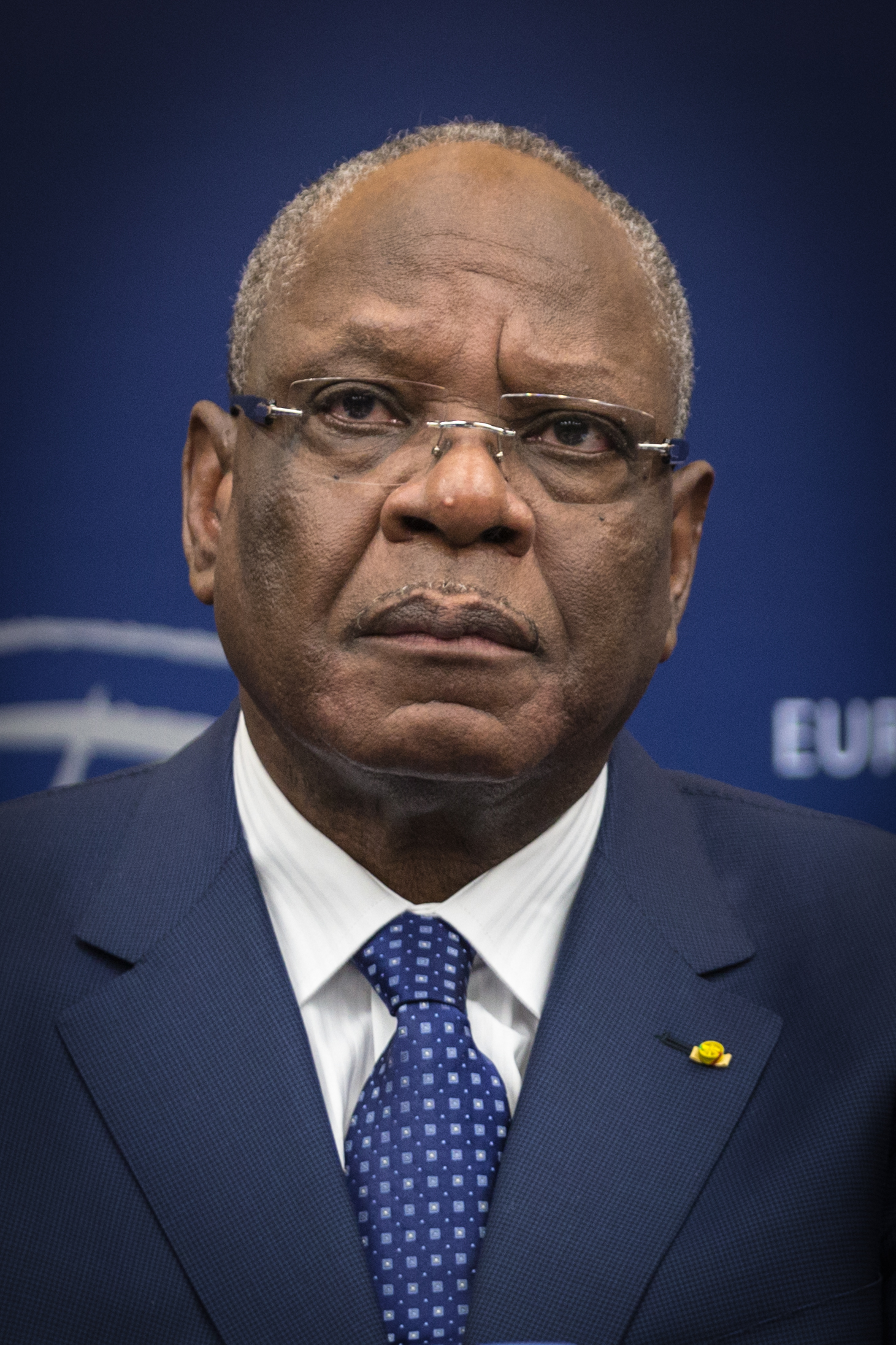
イブラヒム・ブバカール・ケイタ(2013年)

2013年のマリ共和国大統領選挙でイブラヒム・ブバカール・ケイタが当選し、同国は2012年のクーデター以来の民政復帰を果たした。ケイタは2018年の大統領選挙でも勝利し再選されたが、政権腐敗や経済失政、また不正選挙を指摘する声が広まっていた。またマリ国軍内では、給与の問題や、イスラーム過激派との紛争が続くことに対して不満がたまっており、ケイタ大統領に対する反感が広まっていた。
2020年3月29日は議会総選挙の第1回目投票が執行されたが、その3日前に野党の有力指導者ソウマイラ・シセが正体不明の集団により拉致され（政府は関与を否定）、また29日の投票開始直前にはCOVID-19によるマリ共和国初の死者が出るなど、感染症の脅威に曝されながらの投票を強いられた。4月19日の第2回目投票では一部投票が妨害され、いったんは選挙結果が発表されたものの憲法裁判所が4月30日に147議席中31議席について結果を覆し、ケイタ大統領率いる与党・マリのための団結が10議席も増える結果となった。この決定は複数の都市で抗議デモを引き起こし、5月30日には主要野党と市民団体が新たな反政府団体『6月5日運動-愛国勢力の団結』を結成した。
2020年6月5日、ポピュリストのイスラム指導者（イマーム）、マハムード・ディコが率いる大規模グループがケイタ大統領の退陣を求める大規模デモを実施。6月11日にブブ・シセ首相はいったん辞任したがケイタ大統領によりすぐ再任され、6月5日運動は6月19日に再び大規模な反政府デモを実施した。7月10日の大規模デモでは治安部隊とデモ隊との間に衝突が発生し、最初の3日間で少なくとも14人が死亡した。
西アフリカ諸国経済共同体(ECOWAS)はケイタ大統領と野党陣営の間の仲裁に乗り出し、協議を続けていたが、7月18日にはECOWASが提示した調停案が野党により拒否。7月27日にはECOWASが統一政府樹立を促し、妨害する勢力に対する制裁をほのめかしたが、野党はこれも拒否しケイタ大統領に辞任を促した。ケイタ大統領は8月10日にECOWASからの提案の一部である、憲法裁判所の裁判官9人を新任したが、自身の勢力下にある人物ばかりであったため、ケイタ大統領による権力乱用であるとデモ隊が猛反発。翌8月11日には反政府デモが再開され、治安部隊はデモ隊に催涙弾や水を用いて分散させるなど混乱が続いた。

## 推移

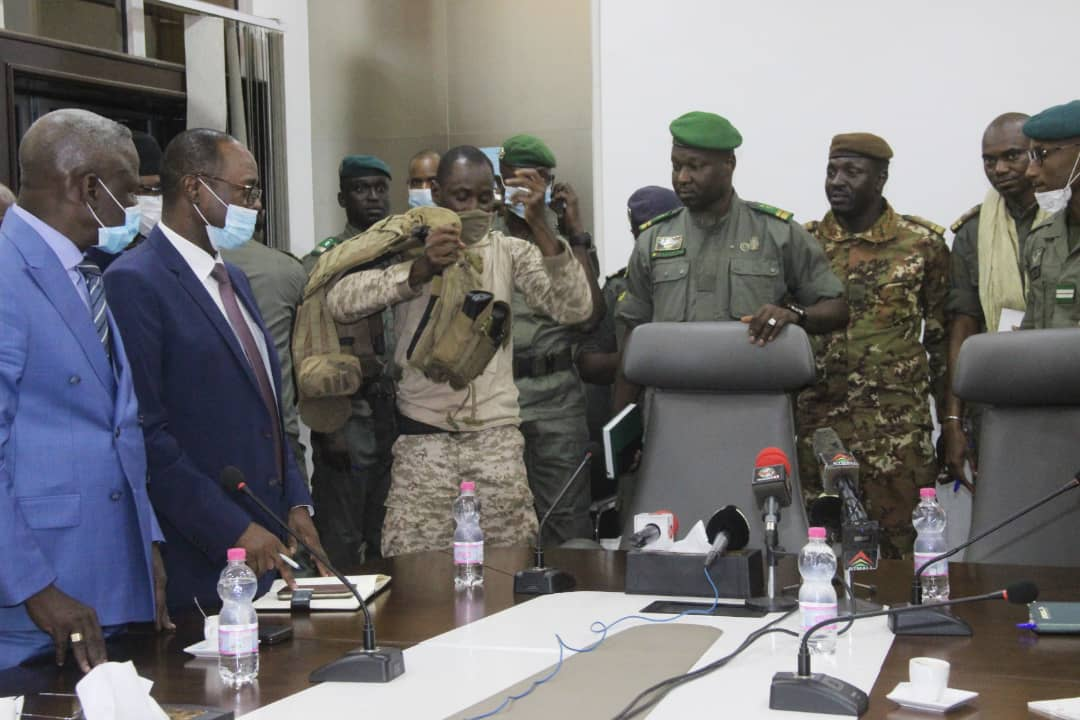
政権を掌握した国民救済委員会のメンバー

カティ軍事キャンプのナンバー2であるマリク・ディアウ大佐と、もう1人の司令官サディオ・カマラ将軍が反乱計画を主導。この軍事キャンプは、2012年のクーデターが企図された場所でもあった。2020年8月18日、一部兵士が首都バマコ近郊のカティにある軍基地を占拠し、反乱軍はバマコへ行進。18日午後に大統領公邸を襲撃し、中にいたケイタ大統領とブブ・シセ首相の身柄を拘束したほか、ケイタ大統領の息子や国会議長、外務大臣、経済大臣ら政府高官も拘束された。反乱軍は大統領らをカティに連行した。反乱軍はバマコにてケイタ大統領辞任を求め集まった群衆より声援をもって迎えられ、また一部が暴徒化し、政府関連の建物が放火された。
ケイタ大統領は翌8月19日早朝に国営テレビで演説し、自らの権力維持のために一滴でも血を流すことは望まないとして、自身の辞任と議会の解散を表明した。
その後、新たに設立された国民救済委員会が旧ケイタ政権に変わって権力を掌握し、適切な時期に選挙を行い民政に移管することを表明。8月19日には国防省本部でアシミ・ゴイタ大佐が記者会見し、自らがクーデターの首謀者であると同時に、国民救済委員会委員長に就任したことを明かした。8月27日、軍部はケイタらの身柄を解放し自宅に戻らせたと発表した。ECOWASは1年間で民政移管するよう求め、またそれまでの間に設置される暫定政権のトップには文民を据えるよう要求したが、9月21日にゴイタ大佐は元軍人のバ・ヌダウ元国防大臣を暫定大統領に指名し、自らは暫定副大統領に就任することとなったほか、暫定政権の期間はECOWASの要求より6カ月長い18カ月とした。9月25日就任宣誓。

## 国外の反応
- 国際連合 - アントニオ・グテーレス事務総長はクーデターを非難し、ケイタ大統領らの身柄を即時に無条件で釈放するよう要求[1]、また憲法秩序を即時に回復するよう求めた[5]。安全保障理事会はフランスとニジェールの要請を受けて19日に緊急会合を開催し[5]、マリ共和国の民政復帰と軍隊に対して遅滞なく兵舎に戻るよう要求[9]。
- 欧州連合 - ケイタ大統領らの身柄拘束の報を受け、クーデターの試みであると非難[3]。
- アフリカ連合 - ムーサ・ファキ委員長は、ケイタ大統領とシセ首相の拘束を断固として非難すると声明[5]。
- 西アフリカ諸国経済共同体(ECOWAS) - 反乱軍に対し、身柄を拘束した全員を即時解放するよう要求。全加盟国がマリ共和国との国境を閉鎖して資金の流れを止め、またマリ共和国をECOWASの全ての意思決定機関から追放すると声明[5]。
- フランス - 現在進行中の計画された反乱を非難し、エマニュエル・マクロン大統領はECOWASの声明を支持。ジャン＝イヴ・ル・ドリアン外相は兵士たちに兵舎へ戻るよう要求[5]。
- ロシア - ミハイル・ボグダーノフ（ロシア語版）外務次官は、ロシア政府がクーデターに懸念を持っていると表明[14]。
- 日本 - 外務省はクーデターを非難した。[15]